# Eksotermna reakcija
Eksotermna reakcija je kemijska reakcija, pri kateri se toplota sprošča, okolica pa segreva. Njeno nasprotje je endotermna reakcija.
Izraz »eksotermen« je sestavljen iz grškega korena ekso - zunaj, in termičen, kar pomeni toploto. Zato eksotermne reakcije opredeljujejo prehajanje toplote navzven.
Pri eksotermni reakciji se sprošča toplota, zato je energija produktov manjša kot energija reaktantov, oziroma negativna je sprememba entalpije (ΔH < 0). Sprememba entalpije (ΔH) je toplota, ki se sprosti pri kemijski reakciji pri konstantnem tlaku.
Reakcija opisana s formulo:
reaktanti --> produkti + energija.
Najpogostejši primer iz vsakdanjega življenja je gorenje. Pri gorenju gre za kemijsko reakcijo snovi s kisikom. Pri tem se sprošča energija v obliki toplote in svetlobe. Za gorenje so potrebni kisik, toplota in gorivo. 
Možno je meriti količino energije ali toplote ki se sprosti pri dani kemični reakciji. Uporablja se instrument kalorimeter. 